# Franz Zelenka (Politiker)
Franz Zelenka (* 13. Oktober 1886 in Wien; † 2. Januar 1960 ebenda) war ein österreichischer Politiker der Sozialdemokratischen Arbeiterpartei (SdP).

## Ausbildung und Beruf
Nach dem Besuch der Volks- und der Bürgerschule besuchte er eine Fortbildungsschule. Danach ging er an eine Militärwerkmeisterschule am Technologischen Gewerbemuseum und lernte den Beruf des Mechanikers. Ab 1910 war er im staatlichen Telegrafendienst tätig. Er gab auch das Jahrbuch der Telegraphen-, Fernsprech-, Rohrpost- und Automobil-Bediensteten heraus.

## Politische Funktionen
- Vorsitzender der Technischen Union
- Obmann der Verkehrssektion der paritätischen Lohnkommission
- 1932: Parteiausschluss; er legte sein Mandat aber nicht zurück

## Politische Mandate
- 5. Juni 1919 bis 9. November 1920: Mitglied der Konstituierenden Nationalversammlung, SdP
- 10. November 1920 bis 1. Oktober 1930: Mitglied des Nationalrates (I., II. und III. Gesetzgebungsperiode), SdP
- 2. Dezember 1930 bis 17. Februar 1934: Mitglied des Nationalrates (IV. Gesetzgebungsperiode), SdP